# Sesame Credit
Sesame Credit (chinois: 芝麻信用 ; pinyin: Zhīma Xìnyòng) est un système d'évaluation du crédit social individuel développé par Ant Financial Services Group, filiale du groupe chinois Alibaba et associé du gouvernement chinois. Introduit le 28 janvier 2015, Sesame Credit est le premier du genre en Chine à utiliser un système de notation pour les utilisateurs individuels, en utilisant à la fois des informations en ligne et hors ligne.

## Principe
Il utilise les données d'Alibaba afin de calculer le score du consommateur, utilisé pour classer les citoyens sur la base d'une variété de facteurs, comme la loyauté envers le gouvernement chinois et la fidélité aux marques chinoises, à partir de ses interactions sur les médias sociaux et des achats effectués en ligne.
Avoir un score élevé permet un accès plus facile à des prêts, simplifie l'accès à l'emploi et donne priorité lors de démarches administratives. Un faible score, ou le fait d'être associé à quelqu'un avec un score faible peut avoir une série de conséquences négatives : la baisse de la vitesse de l'internet, l'accès plus difficile à des offres d'emploi, des prêts ou des démarches administratives,,. Le système a été dénoncé comme un outil de surveillance de masse et de conformisme par des organisations spécialisées dans les droits de la personne.